# Knysna

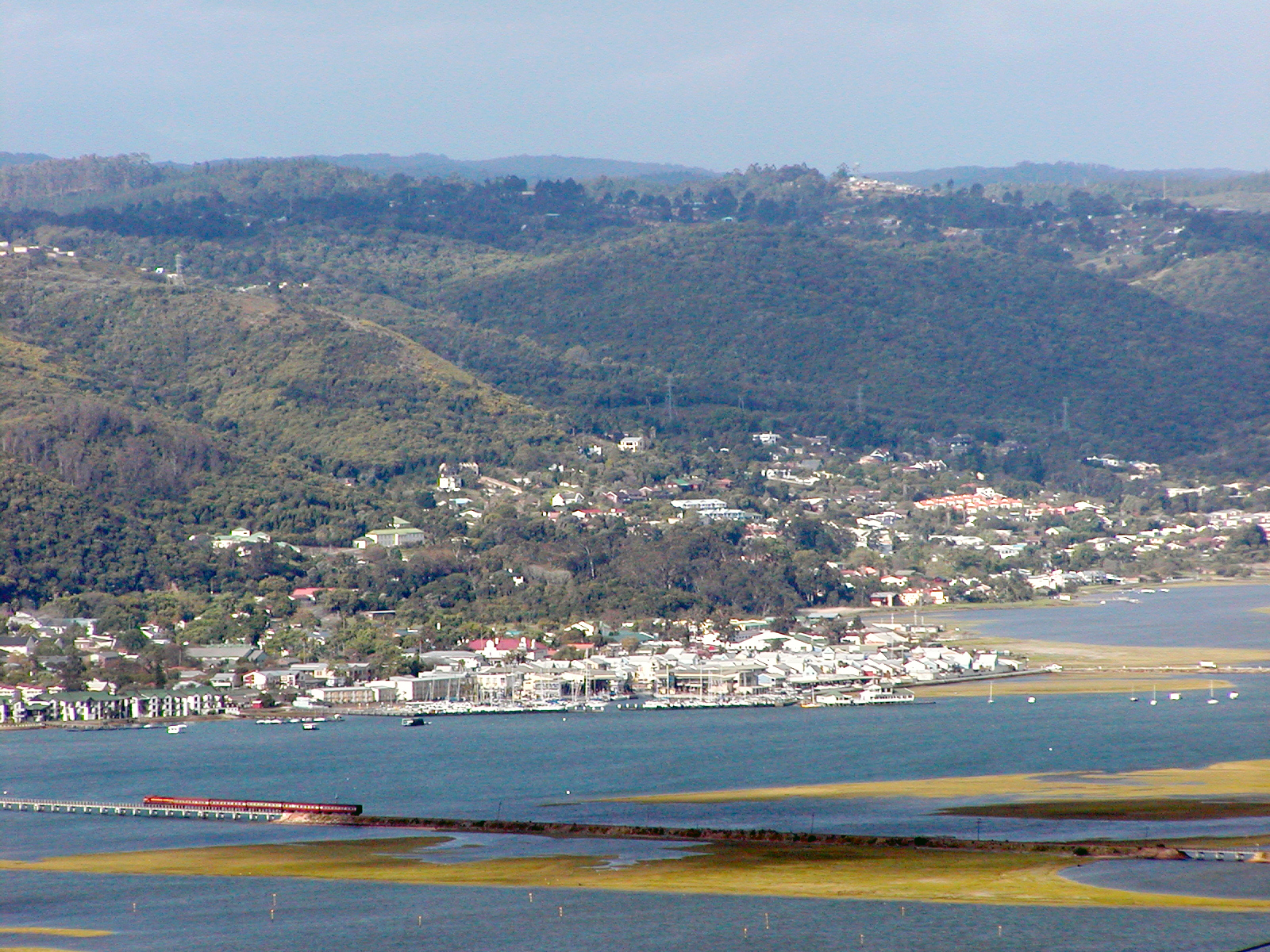
Knysna.

Knysna [ˈnaɪznə] är en mellanstor kuststad i Västra Kapprovinsen i Sydafrika. Knysna är belägen där Knysnafloden mynnar ut i Indiska oceanen och bildar ett estuarium. Bebyggelsen är något splittrad och utspridd över ett område som präglas av vattendrag, öar och skogsstråk. Knysna är indelad i ett flertal delområden och folkmängden uppgick till 51 078 invånare vid folkräkningen 2011. Staden har en golfbana.